# Língua Brasileira de Sinais
Die Língua Brasileira de Sinais (Libras, Brasilianische Gebärdensprache) ist die Gebärdensprache von Brasilien. 1857 wurde die erste Gehörlosenschule in Rio de Janeiro eröffnet. Später folgte noch eine Schule in Porto Alegre.
Im Jahr 2002 wurde Libras von der brasilianischen Regierung gesetzlich anerkannt und im Jahr 2005 wurde es durch einen Parlamentsbeschluss zu einer Sprache nationaler Identität erklärt.
Libras wird von Henri Wittmann als isolierte Gebärdensprache klassifiziert, scheint aber von der Vieille langue des signes française (VLSF, Alte Französische Gebärdensprache) beeinflusst worden zu sein.